# Giscó (fill d'Hannó)
Giscó (en púnic: 𐤂‬𐤓𐤎𐤊‬𐤍‬ grskn; en grec antic: Γίσκων, llatí: Gisco) va ser un militar cartaginès i monarca de Cartago, fill d'Hannó I el Gran i probablement pare d'Hamílcar I, el general que s'enfrontaria a Agàtocles de Siracusa.
Segons Diodor de Sicília, Giscó va ser acusat de participar en el pla del seu germà Hamílcar per assolir el poder sobirà a Cartago, i en la batalla del Crimís el 339 aC Giscó estava exiliat. Aparentment, abans del seu exili s'havia distingit en la guerra contra Timoleont, i després de la derrota, els cartaginesos li restituïren les propietats i li donaren el càrrec de general en plens poders (στρατηγός αὐτοκράτωρ) per anar a lluitar a Sicília amb un exèrcit de mercenaris.
Va passar a Sicília amb una flota de setanta vaixells i un destacament de mercenaris grecs, i va derrotar dos cossos de forces mercenàries al servei de Siracusa sota el comandament de Timoleont a Messana i Ietos, però la derrota de Mamerc de Catana i Hícetes de Leontins, els dos generals dels aliats dels cartaginesos a Sicília, forçà la signatura d'un tractat de pau (338 aC), pel qual es fixava el riu Hàlic com a frontera de la influència cartaginesa.